# Li Yuejiu
Li Yuejiu (kinesiska: 李 月久), född den 19 november 1957, är en kinesisk gymnast.
Han tog OS-silver i lagmångkampen i samband med de olympiska gymnastiktävlingarna 1984 i Los Angeles.